# باشگاه فوتبال هجر
باشگاه هجر (به عربی: نادي هجر) یک باشگاه فوتبال از عربستان سعودی است که در شهر احساء قرار دارد. این باشگاه هم‌اکنون در لیگ دسته اول فوتبال عربستان سعودی بازی می‌کند.
این باشگاه سابقهٔ چهار بار مقام قهرمانی در لیگ دسته ۱ و یک مقام قهرمانی در لیگ دسته ۲ عربستان را در کارنامهٔ خود دارد.
این باشگاه در سال ۱۹۵۰ میلادی تأسیس شده است.